# La caverna funesta
La caverna funesta (original en italiano: L'antro funesto) es una película muda italiana de 1913 dirigida por Sandro Camasio, en la que intervino el actor español Bonaventura Ibáñez.

## Argumento
El conde Marquez, un patriota que lucha contra los invasores de su país, esconde armas y munición en una gruta en un terreno de su propiedad. Pero, sorprendido por el contrabandista Vargas, que usa la gruta para esconder mercancías de contrabando, se ve obligado a darle a su hija Nerina como esposa para evitar ser denunciado. Ella descubre, junto con su prometido Andrea de Serigny, la otra entrada de la gruta que emplea Vargas. Andrea decide hacer saltar todo por los aires y dispone dinamita con una mecha. Pero el contrabandista lo descubre y pelean mientras se quema la mecha. Con el estallido, Vargas muere aplastado, mientras Andrea y Nerina se quedan bloqueados en la cueva, que comienza a inundarse. Finalmente serán rescatados por Marquez.

## Reparto
Por orden alfabético
- Edoardo Davesnes como Vargas.
- Bonaventura Ibáñez como Marquez.
- Letizia Quaranta como Nerina.